# Mifepriston
Mifepriston is een synthetisch steroïde met antiprogestagene werking dat gebruikt wordt bij abortus provocatus en voor het opwekken van de weeën wanneer de foetus in de baarmoeder is gestorven.
De aflevering van mifepriston kan enkel gebeuren door een ziekenhuisapotheker na voorleggen van een voorschrift en een verklaring van een arts, eigenhandig en in tweevoud opgesteld.
Mifepriston is een van de twee middelen die in combinatie gebruikt worden als abortuspil.
De stof is opgenomen in de lijst van essentiële geneesmiddelen van de WHO.

## Indicatie en aflevering in Nederland
Het middel is geïndiceerd voor medische afbreking van een zich ontwikkelende intra-uteriene zwangerschap, in combinatie met een prostaglandineanaloog, tot 63 dagen na de laatste menstruatie.
In Nederland is het combinatiepreparaat geregistreerd: Sunmedabon®.
Eén Sunmedabon-verpakking bestaat uit één tablet met mifepriston en vier vaginale tabletten met misoprostol.
Elke mifepriston-tablet bevat 200 mg mifepriston.
Elke vaginale tablet bevat 0,2 mg misoprostol.
Sinds 1 mei 2015 is dit middel via huisarts en apotheek in de eerste lijn beschikbaar. De toepassing is nog omstreden. Minister Edith Schippers moest op 31 maart 2015 in het vragenuurtje van de Tweede Kamer vragen beantwoorden.